# Медведский сельсовет (Новосибирская область)
Медведский сельсовет — сельское поселение в Черепановском районе Новосибирской области Российской Федерации.
Административный центр — село Медведское.

## История
Статус и границы сельского поселения установлены Законом Новосибирской области от 2 июня 2004 года № 200-ОЗ «О статусе и границах муниципальных образований Новосибирской области»

## Население
| 2002  | 2010  | 2012  | 2013  | 2014  | 2015  | 2016  |
| ----- | ----- | ----- | ----- | ----- | ----- | ----- |
| 1867  | ↘1723 | ↗1728 | ↘1698 | ↗1700 | ↘1697 | ↗1709 |
| 2017  | 2018  | 2019  | 2020  | 2021  |       |       |
| ↘1698 | ↗1719 | ↘1708 | ↘1665 | ↘1636 |       |       |

## Состав сельского поселения
| № | Населённый пункт | Тип населённого пункта       | Население |
| - | ---------------- | ---------------------------- | --------- |
| 1 | Высокая Поляна   | посёлок                      | ↘112      |
| 2 | Медведское       | село, административный центр | ↘1548     |
| 3 | Падун            | посёлок                      | ↘63       |